# Dance of the Dead (film)
Pour les articles homonymes, voir Dance of the Dead.
Pour plus de détails, voir Fiche technique et Distribution.
Dance of the Dead est un film de zombies américain réalisé par Gregg Bishop (en), sorti en 2008.

## Synopsis
Une fuite dans une centrale nucléaire provoque le réveil des morts reposant dans un cimetière. Ceux-ci, affamés, se dirigent droit vers le lycée de la ville où se déroule le bal de fin d'année. Seuls les losers et autres geeks seront à même de les arrêter.

## Fiche technique
- Titre : Dance of the Dead
- Titre original : Dance of the Dead
- Réalisation : Gregg Bishop (en)
- Scénario : Joe Ballarini
- Pays :  États-Unis
- Genre : Film de zombies, comédie horrifique, science-fiction
- Durée : 95 minutes
- Date de sortie : 
  - France : 28 avril 2009 (dvd et Blu-Ray)

## Distribution
- Jared Kusnitz : Jimmy
- Greyson Chadwick : Lindsey
- Chandler Darby : Steven
- Carissa Capobianco : Gwen
- Randy McDowell : Jules
- Michael V. Mammoliti : George
- Justin Welborn : Kyle Grubbin
- Mark Oliver : Coach Keel
- Blair Redford : Nash Rambler
- Lucas Till (VF : Vincent de Bouard) : Jensen

## Voir également
- Liste de films de zombies
- le genre des films de zombies